# Turnhout (huyện)
Huyện Turnhout (tiếng Hà Lan: Arrondissement Turnhout; tiếng Pháp: Arrondissement de Turnhout) là một trong ba huyện hành chính ở tỉnh Antwerp,  Bỉ. Huyện này vừa là huyện hành chính và huyện tư pháp. Lãnh thổ của huyện tư pháp Turnhout trùng với lãnh thổ của huyện hành chính Turnhout.

## Các đô thị
Huyện hành chính Turnhout bao gồm các đô thị sau:
| - Arendonk - Baarle-Hertog - Balen - Beerse - Dessel - Geel - Grobbendonk - Herentals - Herenthout | - Herselt - Hoogstraten - Hulshout - Kasterlee - Laakdal - Lille - Meerhout - Merksplas - Mol | - Olen - Oud-Turnhout - Ravels - Retie - Rijkevorsel - Turnhout - Vorselaar - Vosselaar - Westerlo |